# Kender
A kender (Cannabis) a rózsavirágúak (Rosales) rendjébe, ezen belül a kenderfélék (Cannabaceae) családjába tartozó nemzetség.

## Elterjedése

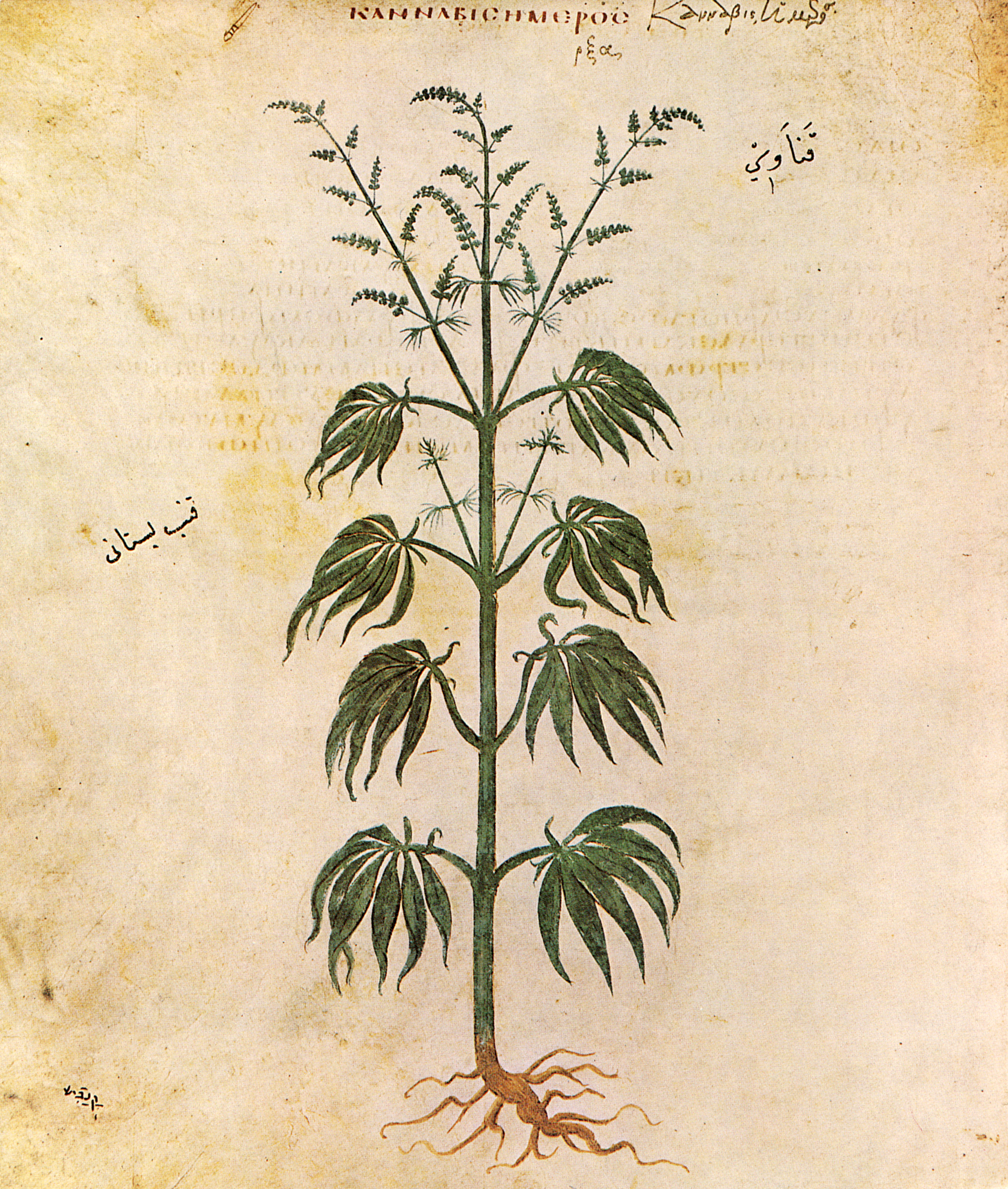
A kender egy ókori ábrázolása

Szántók, parlagterületek gyomtársulásainak növénye. Az egész világon elterjedt mind vadon, mind haszonnövényként. Meleg éghajlaton bárhol megterem; a külön tárgyalt fajokat (vagy taxonokat) Közép-Ázsia különböző részeiről származtatják.
Egy 2018-as tanulmány szerint azonban a kender (Cannabis sativa) őshonos Európában, azaz megkérdőjeleződik ázsiai eredete.

## Tulajdonságai, leírása
Lágy szárú, egyéves, általában kétlaki növény. Virágpora allergén hatású. Szélporozta idegen termékenyülő növény. Az egylaki növények a termős egyedekre hasonlítanak.
Magja a makkocska. A kemény burokban egy mag található, amely gyorsan veszít a csírázó képességéből, amely az első évben 95%, a másodikban 80% utána vetésre alkalmatlanná válik.
A növény tömegének 8-9%-át a karós gyökérzet teszi ki, amely több mint két méter mélyre hatol. A porzós tövek gyökérzete kisebb, mint a termőseké.
A növény gazdaságilag fontos része a dudvásszára, amely rostokban gazdag. A szár merev, felfelé álló, felülete szőrökkel borított, hosszanti irányban bordázott. Magassága 1,5–3 m, magkenderként vetve 4-4,5 m.
Kedveli a nitrogén dús talajokat.

## Alfajok
Egyes botanikusok szerint a Cannabis sativa egyetlen faj, aminek több változata, illetve alfaja (például Cannabis sativa var. indica vagy Cannabis sativa ssp. indica) van. Vad változatai 2–3 méter magasra is megnőnek. Könnyen felismerhető jellegzetes, tenyeresen összetett, 3-11 ujjú fogazott leveleiről.
Gyakoribb azonban, hogy 3 külön fajt tartanak számon a nemzetségben: a Cannabis sativa mellett a Cannabis indicát vagy a Cannabis africanát és a Cannabis ruderalist, ami Kelet-Európában is honos faj, apró termetével és virágzásával tűnik ki a többi faj közül.
A C. sativa földrajzi előfordulásának megfelelően, morfológiai és kémiai tulajdonságok alapján különféle alfajták különböztethetőek meg.
A fontosabb variációk kiemelkedő jegyei:

### Cannabis indica

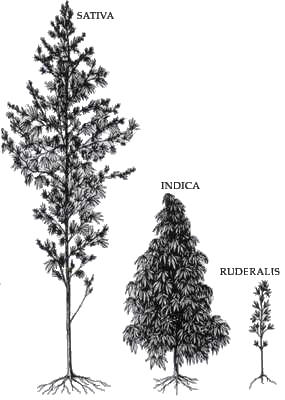
Alaktani különbségek

Más néven Cannabis sativa var. indica. Pakisztánból és Indiából származtatható.
Jellemzői:
- Alakja bokros, több fő virágcsúccsal,

- alacsony, tömör megjelenésű, rövid szárcsomókkal,
- széles ujjú nagy levelekkel (3-5 ujj),
- többnyire sötét vagy méregzöld színű,

- rövid beérési idejű,
- CBD nagyobb arányban található benne, mint THC,
- illata határozottabb, erősebb, mint a sativáé, hasonlíthat a macska, borzvizelet szagára

Rövid beérési ideje és alacsony mérete miatt kedvelt fajta a beltéren termesztők körében.
Általában később éri el a virágzóképes kort, mint a törzsváltozat, ami azt is jelenti, hogy hosszabb vegetatív szakaszra van szüksége.
Termőre fordulva nem nyúlik meg annyira, mint a törzsváltozat.
A kivirágoztatás (nappali órák számának csökkentése) miatti megugrás, megnyúlás a kezdeti méret 50–100%-a.

### Cannabis sativa
Más néven Cannabis sativa var. sativa. Ázsiából, Amerikából és Afrikából származtatható, földrajzi helytől függően megjelenése különféle lehet, de fő tulajdonságai állandóak:
- Magasra (akár 5 m-esre) növő,

- nyúlánk, ágai egymástól viszonylag messzire helyezkednek el,
- levelének ujjai keskenyek (6-12 ujj),
- többnyire világoszöld színű,

- hosszú beérési idejű,
- THC-t nagyobb arányban tartalmaz, mint CBD-t (15-20% THC-tartalom),

- ezért hatása inkább „agytekerős”, „flesselős”, nevettetős.

Magas, nyúlánk termete, hosszú beérési ideje miatt a 100%-ban sativa fajták nem kedveltek benti, de annál inkább elterjedtek a kinti termesztők körében.
Nyúlánk, szellős alkata miatt csak kis felületen tudja befogni egy beltéri lámpa egy pontból érkező sugarait, ezért nem képes hatékonyan felhasználni azt.
Mivel hamarabb ki lehet virágoztatni mint egy indicát, és beérési ideje hiába hosszabb (9-13 hét), a szüretelésük időpontja megegyezhet, hiszen annak több időt kellett vegetatív szakaszban töltenie, mire elérte azt az „ivarérett” kort, amikor már virágba borítható.
A virágzás beindításától kezdve 2-3-szor akkorára nőhet mint eredeti, vegetatív szakaszbeli mérete.
Sokan jobban kedvelik a sativát agyi, nevettetős, kreatív gondolkodásra serkentő hatását, az indicák fotelba szegező, testi, elnehezítő, vagy altató hatásával szemben.

### Cannabis ruderalis
Más néven Cannabis sativa var. ruderalis.
Fő jellemzői:
- kis méret,
- alacsony THC-tartalom,
- virágba borulása független a nappali szakaszok hosszától – nem úgy mint a sativánál vagy az indicánál –, adott idő után feltétlenül kivirágzik, függetlenül a megvilágítás hosszától.

Hasonló a parlagfűhöz.

### Cannabis spontanea
Más néven Cannabis sativa var. spontanea.
Vadon növő, akár nemesített (például rostkendernek) akár egy őshonos fajtának az elfajult, elvadult változata, hétköznapibb nevén vadkender, helyesen kivadult kender.
A magyarországi vadkenderek nagy része valószínűleg nem ruderalis, hanem az előző század elején nagy területeken termesztett sativák elfajult, elvadult változatai, amik viszont keveredhettek ruderalisszal.

## A kender mint haszonnövény

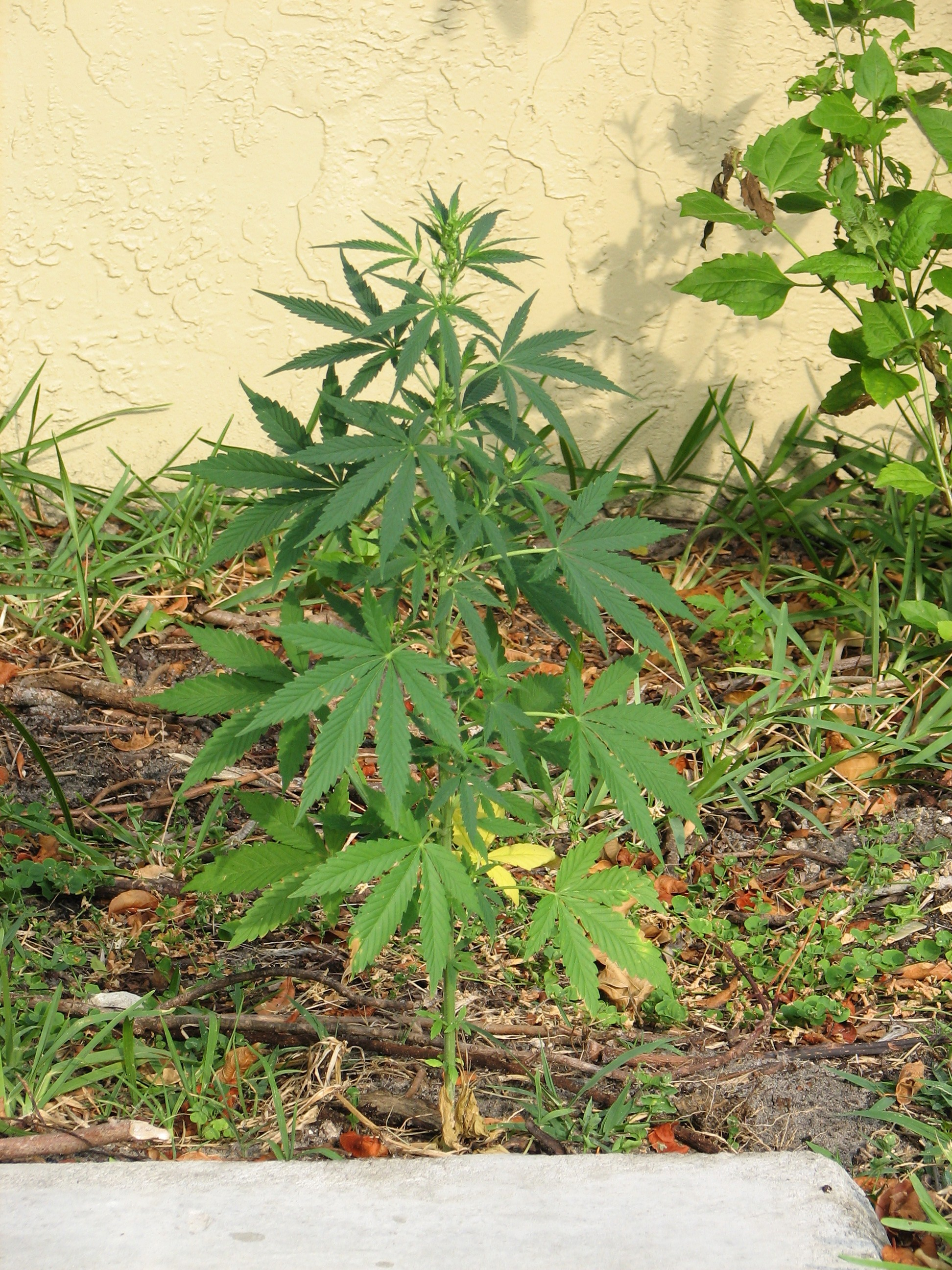
Fiatal kender növény

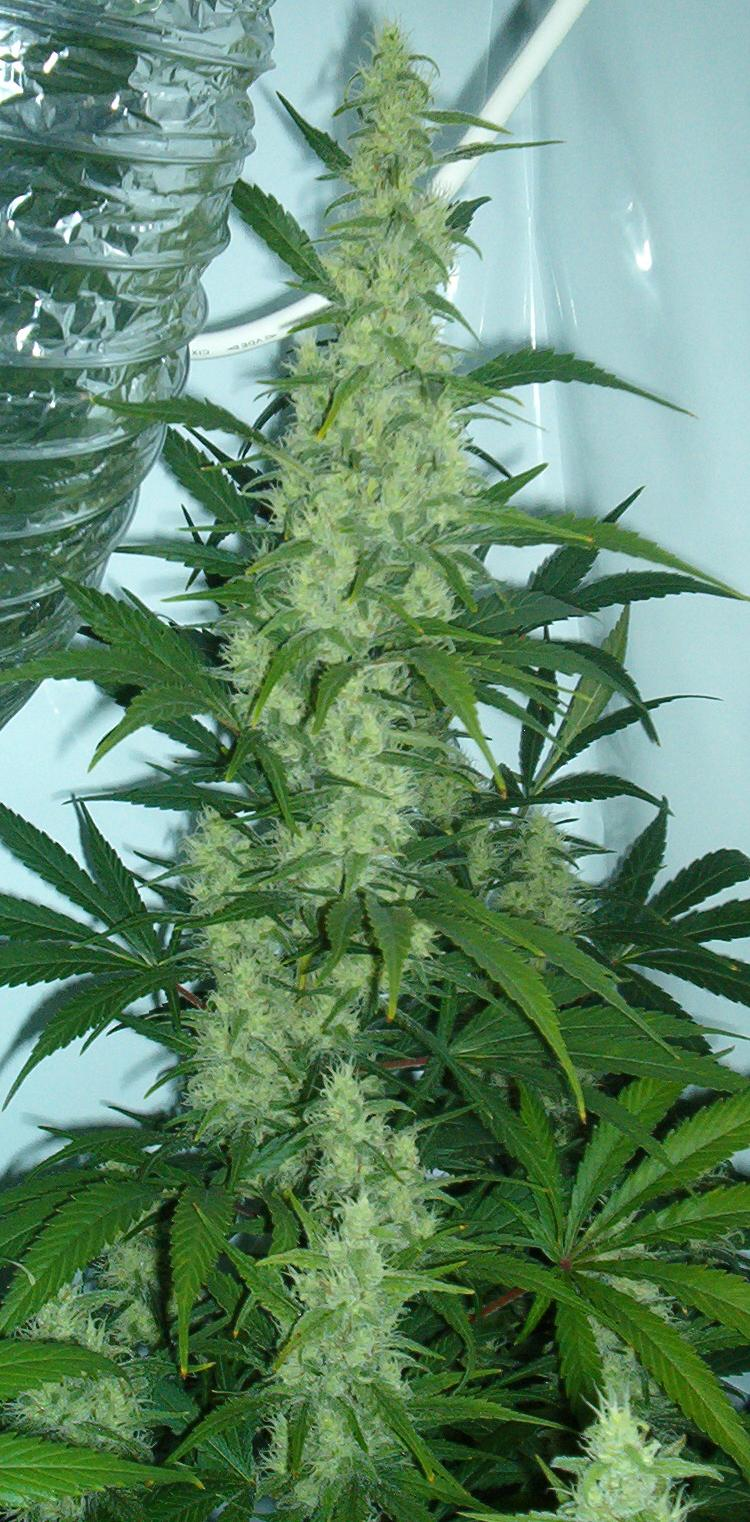
A megtermékenyítetlen, termős virágzatú kender

A kender az egyik legősibb ipari növény. Az ember már az újkőkorszakban ismerte. Kezdetektől fogva nem táplálkozási céllal, hanem rostjáért vagy magjáért termesztették. Ha a növénynek a magját és a rostját is hasznosítják, akkor kettős hasznosításról beszélünk. A fonalkészítés az egyik legrégebben űzött, máig fennmaradt foglalkozás.
A kínaiak ruhákat, cipőket, köteleket készítettek a kender rostjaiból, valamint egyfajta papírt. A japánok és a mongolok már a pamut megismerése előtt felhasználták.
Kelet- és Délkelet-Európában eme rostnövényt alighanem a szkíták honosították meg. A legrégebbi írásos feljegyzést (i. e. kb. 440.) a kender felhasználásáról, a növény és a belőle készült nyers vászon, kanavász (görögösített) szkíta nevéről – kannabisz (κάνναβις) – Hérodotosznak köszönhetjük. Ismertetvén a királyi szkíták országát, szokásait, jeles szerzőnk a következőket mondja:
„Országukban kender terem, mely leghasonlóbb a lenhez, kivéve a vastagságot és nagyságot. Ebben sokkal felülmulja a kender. Ez mind önmagától mid vetés után terem. S a Thrákok ruhákat készítenek belőle, melyek leghasonlóbbak a lenbőliekhez. S a ki nem nagyon jártas benne, nem képes megkülönböztetni, valjon lenből vagy kenderből van-e. A ki pedig még nem látott kendert, lenbőlinek fogja tartan a ruhát.A scythák tehát magokkal vivén e kender magvát, a nemezsátrakba bújnak, és azután a tűz által izzó kövekre dobják a magot. Ez pedig reáhintve füstölg s oly nagy gőzt okoz, hogy semmiféle görög izzasztó fördő felül nem múlja. S a scythák gyönyörködve ezen izzadásban kurjonganak. Ez nekik fürdő gyanánt szolgál; mert vízzel soha sem mossák testüket. A nők pedig érdes kövön összetörnek cyprus-, cédrus- és töményfát s vizet öntenek reá. S azután e gyurmával, mely vastag, bekenik az egész testet és arczot. S ettől jó illatuak is, s ha másnap leveszik a kenőcsöt, tiszták és fényesek is.” (IV. könyv, 74–75. szakasz. Télfy János fordítása)
A kender különböző részeinek (gyökér, szár, mag, levél, virág) széleskörű felhasználási területeit nagy részletességgel az abbri (Advanced Botanical and Biomass Research Institute) kiadványa ismerteti.
A kender gyomelnyomó és talajlazító hatása – megfelelő vetésforgó esetén – jót tesz a szántóföldek talajának.
Hazánk területén közel kilencezer éve termesztik a kendert. A magyarok már a honfoglalás előtt ismerték e növényt és feldolgozásának módját. Kender, csepű és szösz szavunkat a nyelvészek mindazonáltal török eredetűnek tartják. A hazai termesztésű kender hasznosításával kapcsolatban jelentős kutatás-fejlesztési tevékenység folyik.

### A kender elsődleges megmunkálása
A kender elsődleges megmunkálása lényegében a lenével azonos: feltárás (a rostok elválasztása a lenkóró egyéb szöveteitől áztatással, amit szárítás követ), a kórók törése, majd a rostok és a fás részek szétválasztása tilolással.

### Textilipari felhasználás
A kender fontos textilipari nyersanyag is. Rostjai erősek, nedvességnek jól ellenállnak. Műszaki szövetek, vitorlavásznak, ponyvák, hevederek, zsákok, kárpitoskellékek, kötelek, zsinegek stb. készülnek kenderfonalból. A kenderkócból szintén fonalat fonnak, de ez csak alárendeltebb célokra használható.
A kender textilipari feldolgozása az ún. rostfonási technológiákkal történik. Annak érdekében, hogy pamutfonási eljárással is feldolgozható legyen és így például pamuttal keverve legyen felhasználható, a kotoniázás eljárását dolgozták ki. A rostokat erre a célra kialakított szakító- és gyűrőgépen vezetik át, vagy erős lúggal vagy lágyító-szerrel, újabban ultrahanggal kezelik. Az eljárás célja, hogy a rostokat 6,5–65 mm hosszú szálakra bontsa szét és ezáltal a pamutszálakhoz hasonló fizikai állapotot biztosítson számukra.

### A gyártási melléktermékek hasznosítása

#### kenderkóc

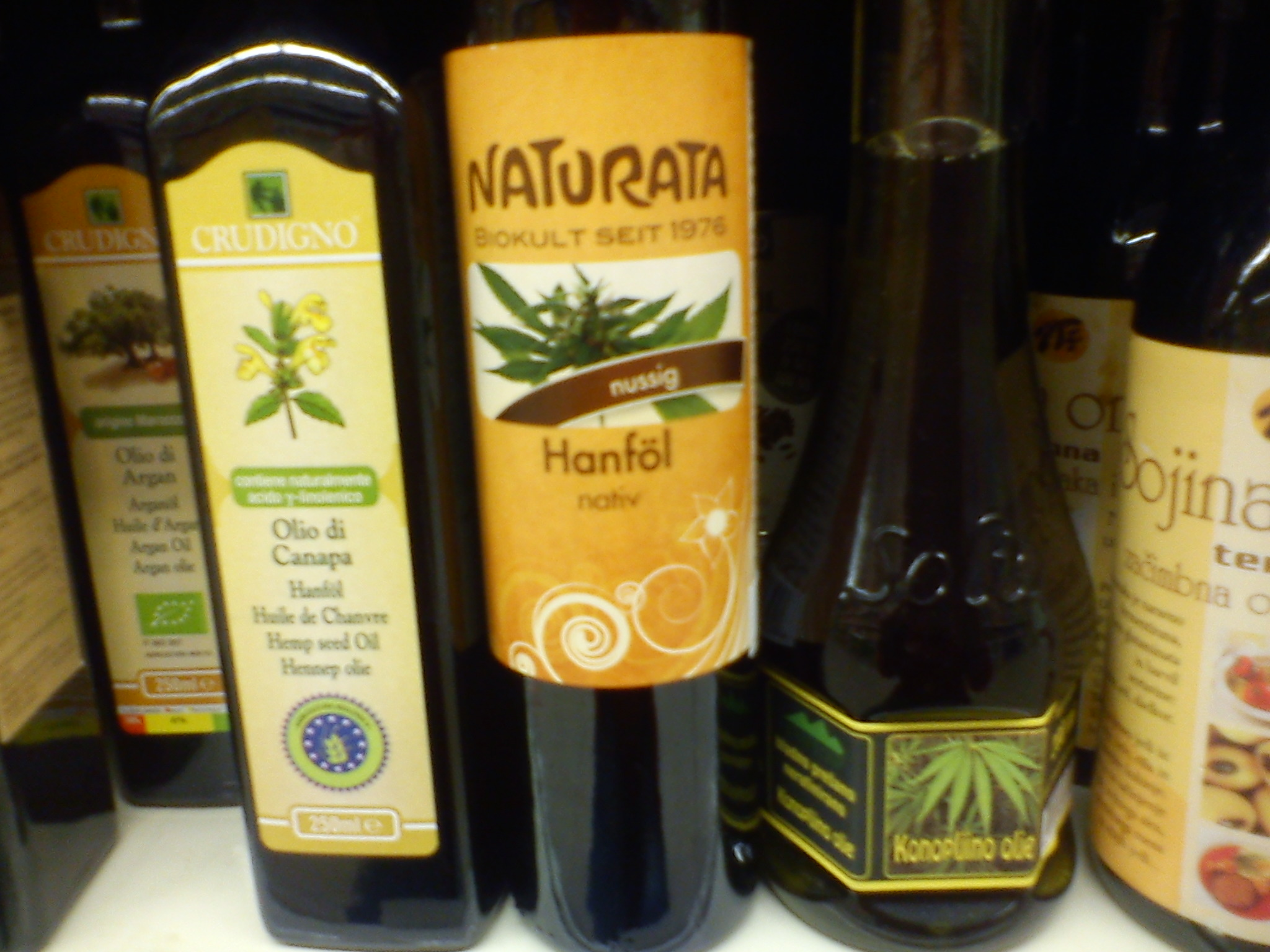
Különféle kendermag étolajfajták

A nem fonható  tömítőanyagként használják például vízvezeték-csatlakozások tömítésére, vagy a kárpitosiparban tömőanyag gyanánt.

#### Kendermag
A kendermagból kisajtolt olaj étolajként, kence gyártására vagy szappan és kozmetikai cikkek készítésére is 
használható. A sajtolásnál visszamaradt olajpogácsa állati takarmányozásra is alkalmas.
Az étolajként használt kendermagolaj nagy arányban tartalmaz esszenciális omega-6 valamint omega-3 zsírsavakat. Tanulmányok szerint a kendermagolajban található többszörösen telítetlen zsírsavak csökkentik a Parkinson-, és az Alzheimer-kór kialakulásának esélyét.
A pozdorjából cellulózt, papírt, bútorlapot és hőszigetelő lapokat gyártanak.

### A kender, mint építőanyag
A kendernövény szár belső részének porózus rostjaiból kenderbeton készíthető, amely építőanyagként használható.

### Élvezeti szer és gyógyászati alapanyag
A szárított, megtermékenyítetlen (termős) kendervirágzatot hívják kannabisznak, vagy marihuánának. A kikapcsolódási célra történő felhasználás szempontjából a leginkább elterjedt fogyasztási módja a cigarettába sodrás, a jobb éghetőség kedvéért gyakran dohánnyal keverve. A "joint" jelentése: csak marihuánát tartalmazó cigi. Ha dohánnyal kevert akkor "spliff". Az orvosi célra történő felhasználás esetén többféle felhasználási mód is rendelkezésre áll többek között a kannabisz kivonatait tartalmazó gyógyszer-készítmény formájában éppúgy mint a párologtató berendezés használata által történő alkalmazása.

## Megjegyzés
1. ↑  A cannabis jelentése: ’kender’, a sativa jelentése: ’vethető, vetemény’, azaz itt: ’haszonnövény’